# خس متكامل الأوراق
الخس متكامل الأوراق نوع ينتمي إلى جنس الخس من الفصيلة النجمية.

## الموئل والانتشار
ينتشر في شرق الولايات المتحدة.

## الوصف النباتي
نبات عشبي ثنائي الحول. الأوراق متموضعة مباشرة على الساق (دون عنيقة)، ولها أشواك صغيرة على جانبيها وفي الوسط.